# 17821 Bölsche
17821 Bölsche là một tiểu hành tinh vành đai chính với chu kỳ quỹ đạo là 1285.7315053 ngày (3.52 năm).
Nó được phát hiện ngày 31 tháng 3 năm 1998.